# Sinjwan
Sinjwan (tiếng Ả Rập: سنجوان) là một thị trấn ở phía tây bắc Syria, một phần hành chính của Tỉnh Latakia, nằm ở phía bắc Latakia. Các địa phương gần đó bao gồm Sqoubin, Baksa và al-Qanjarah ở phía bắc, Sitmarkho ở phía đông bắc, Burj al-Qasab ở phía tây bắc. Theo Cục Thống kê Trung ương Syria, Sinjwan có dân số 3.163 người trong cuộc điều tra dân số năm 2004. Cư dân của nó chủ yếu là Alawites.